# رود پورونای
رود پورونای (انگلیسی: Poronay) یک رودخانه در استان ساخالین کشور روسیه است.